# Gernot Minke
Minke Gernot (Rostock, 1937) é um arquiteto e acadêmico alemão. Publicou livros e revistas sobre construção natural com terra, argila e construções de baixo custo.

## Vida
Minke estudou arquitetura em 1957-1964 na Universidade Técnica de Hanôver e na Universidade Técnica de Berlim. De 1964 a 1968 foi associado de pesquisa de Frei Otto no Instituto de Estruturas Leves do Universidade de Stuttgart. Em 1970 concluiu o doutoramento e foi para a Universidade de Stuttgart fazendo um estudo sobre a eficácia das estruturas.
De 1974 até a sua aposentadoria em 2011, foi professor no que é agora a Universidade de Kassel, onde fundou o Laboratório de Pesquisa Experimental da Construção. Desde 1979, ele atuou como arquiteto praticante em paralelo. Minke publicou numerosos artigos e livros sobre o tema da construção com terra, bricolage e construção com fardos de palha. Minke tem apoiado vários projetos no mundo em suas áreas de pesquisa e conselhos.